# Bryum confertum
Bryum confertum là một loài rêu trong họ Bryaceae. Loài này được Limpr. mô tả khoa học đầu tiên năm 1892.